# شمش شوم اوکین
شمش شوم اوکین (Šamaš-šum-ukin)، برادر بزرگتر آشور بانیپال و دومین پسر اسرحدون، وی در فاصله سال‌های ۶۶۸ و ۶۴۸ قبل از میلاد پادشاه بابل بوده‌است و جزو پادشاهان سلاله دهم بابل است.

## رسیدن به سلطنت بابل

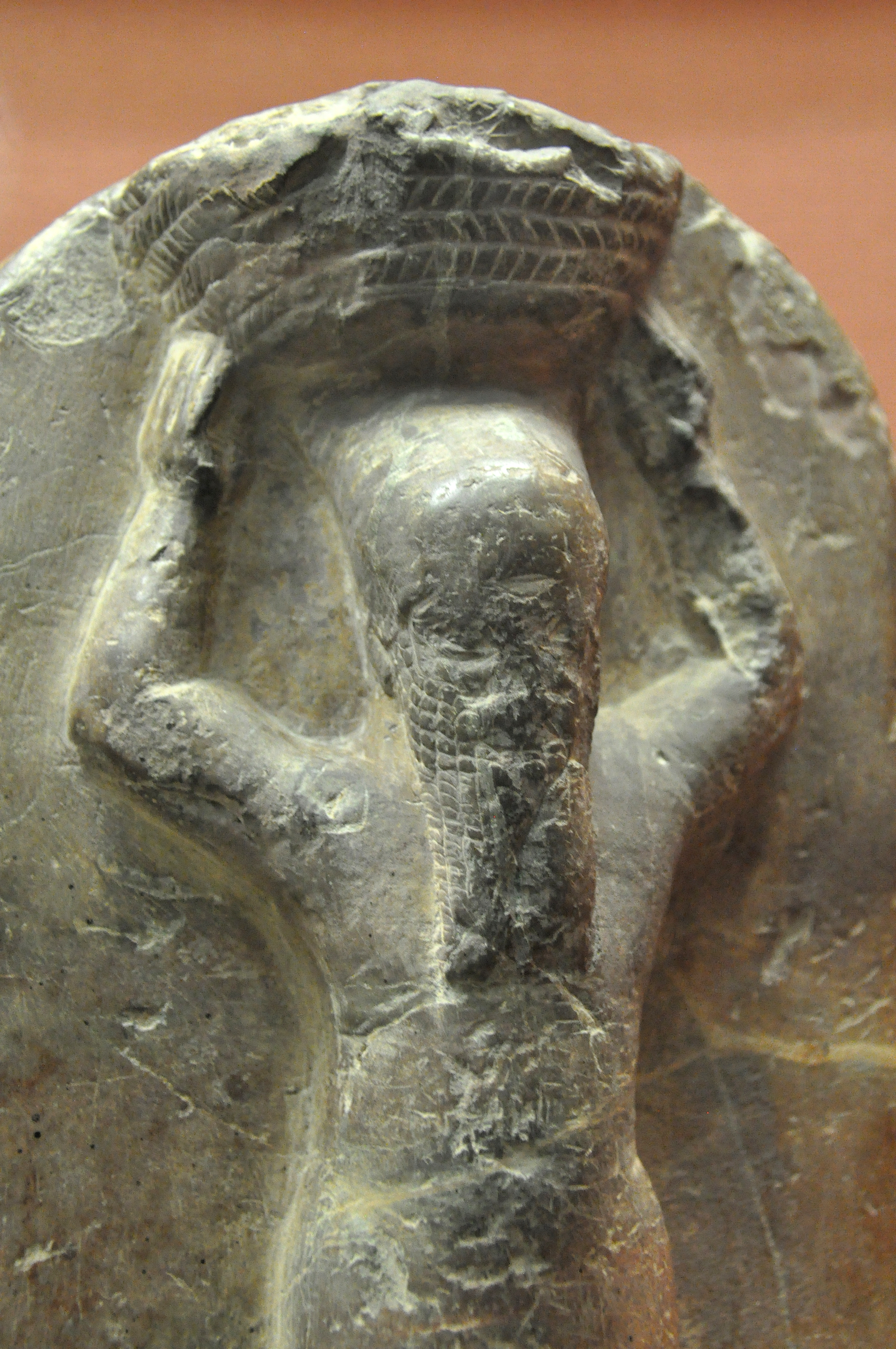
شمش شوم اوکین

موقعی که اسار حدون مرد، این اقدام قاطع مادربزرگ بچه‌هایش نقیعه بود که باعث شد آشور بانی پال علی‌رغم مخالفت مقامات دربار و بخشی از جامعه روحانیت، به سلطنت برسد. آشوربانیپال، شمش شوم اوکین را نائب السلطنه بابل کرد. قصد از این ترتیب و مقررات به‌طور آشکار این بود که بابلی‌ها را با چرب‌زبانی و تبلیغات خرسند و راضی کنند و با دادن القاب و عناوین ظاهری و واهی دلشان را به دست آورند، چون موقعی که گفته می‌شد برادر بزرگتر پادشاه آشور فرمانروای بابل است، به نظر این‌طور می‌رسید که سرزمین بابل از استقلال برخوردار است (هر چند که از برخی منابع چنین مستفاد می‌شود که گویا مادران دو برادر، یکی نبوده‌اند). این ترتیب برای مدتی مؤثر و مفید بود، با این وجود مدتی بعد، روح ناسیونالیستی بابلی و سودای سلطنت بر تمام متصرفات آشور در وجود شمش-شوم-اوکین دمیده شد و ادعا کرد که این اوست که جانشین فرمانفرمایان بین‌النهرین - که امپراتوریشان از ایران تا دریای مدیترانه و از قفقاز تا عربستان و شمال آفریقا گسترده است - می‌باشد، نه برادر کم سال تر او. گویا قبل از اینکه برادر بزرگتر شورش کند، بین دو برادر کدورتی پیش آمده بوده‌است، چون در سال ۶۶۴ پ. م. هنگامی که اورتکو پادشاه ایلام به‌طور شگفت آوری به بابل حمله کرد، آشور بانی پال در فرستادن سپاه کمکی به بابل تعلل کرد، این ممکن است دو دلیل داشته بوده باشد؛ یا پیام‌های آرامش بخش سفرای ایلامی یا به‌طور ساده‌تر اینکه آشور بانی پال در آن زمان برای کمک به همسایه جنوبی خود آمادگی نداشته‌است، در هر صورت معلوم است که چنین تعللی می‌توانسته شمش-شوم-اوکین را رنجانده باشد. محدوده پادشاهی بابل در این زمان شامل بابل، بورسیپا، کوتها و سیپار می‌شد. با وجود لقب پرابهت شمش شوم اوکین قدرت و اختیارات وی محدود بود؛ مثلاً وی خودش آداب و تشریفات مذهبی بابلی را اجرا می‌کرد، اما انجام پروژه‌های رسمی ساخت و ساز بابل هنوز توسط برادرش آشور بانی پال اجرا و سرپرستی می‌شد. هنگامی که شمش شوم اوکین در تئوری، فرمانروای مستقل و عالی مقام جنوب بود، آشور پادگانی را در نیپور نگه داشته بود و برخی از والیان و حاکمان زیردست ولایتی در محدوده سرزمین بابل سعی می‌کردند مورد لطف و توجه پادشاه آشور قرار گیرند، مثلاً نامه‌های سین-بلاصو-ایقبی حاکم اور نشان می‌دهند که او چگونه سعی می‌کرده برای آشوربانیپال خود شیرینی کند و توجه و مرحمت وی را به دست‌آورد. در مقابل، آشور بانی پال هم سعی می‌کرد با کارهایش دل مردم بابل را به دست‌آورد و در نزد آنان محبوب و عزیز شود؛ مثلاً نقش فعالی در احیای پرستشگاه‌ها در جنوب داشت، فی المثل سنگ نوشته‌ای از چگونگی کمک او به بازسازی و مرمت معبد اساگیلا حکایت دارد. حتی زبان سومری در زمان حکومت آشوربانیپال احیا شد و عنوان زبان رسمی را پیدا کرد.

## شورش سراسری علیه آشوربانیپال
به رغم تمام این فعالیت‌ها و تلاش‌ها، شمش شوم اوکین در سال ۶۵۲ ق. م. علیه برادرش شورش کرد. دلایل این اقدام وی مجهول و ناشناخته است، چون هیچ مدرک و نوشته بابلی ای در این خصوص صحبت نمی‌کند، هر چند که محتملاً دلیل آن می‌تواند احساس حقارت شمش شوم اوکین در برابر برادر کوچکترش یا عدم کمک رساندن آشوربانیپال به برادرش هنگام حمله ایلامی‌ها بوده باشد. فرمانروای شورشی بابل اتحادیه‌ای قدرتمند به وجود آورد: مردمان "سرزمین دریایی"، ایلامی‌ها، قبایل کلدی جنوبی، قبایل آرامی، پادشاهان کوتیوم (گوتیوم)، آمورو و ملوخا، اعراب و انباط، همگی با شمش شوم اوکین متحد شدند؛ اینها تمام ملل و مردمان رنج دیده از آشور بودند که سال‌ها بود مورد ظلم ستم وحشیانه واقع می‌شدند. به گفته یک روایت آرامی متأخرتر که روی یک پاپیروس نوشته شده‌است، شمش-شوم-اوکین به‌طور رسمی نامه‌ای به آشوربانیپال نوشت و اعلان جنگ کرد. وی در این نامه ادعا کرد که برادرش فقط حکمران نینوا و مطیع و تابع اوست. آشور بانی پال از غیبگویان استخاره کرد و چون استخاره بدشگون بود، لذا واکنش نشان دادن از سوی پادشاه آشور به تأخیر افتاد. به‌طور دقیق معلوم نیست که این شورش گسترده بر روی سرزمین مرکزی آشور تا چه حدی تأثیر داشته‌است، اما قدری ناآرامی و بی ثباتی در شهرهای مختلف مشاهده می شد. آشوربانیپال در استوانه راسام دربارهٔ این قیام بزرگ چنین می گوید:
و این شمش-شوم-اوکین، برادر بی وفا، مراعات سوگندی را که به من یاد کرده بود، نکرد و مردم اکد و کلدانیان و آرامیان [و مردم] کنار دریا را از کابا (عقبه) تا باب-سالی متی و بردگان و مستخدمان من و اومانیگاشای فراری را که پاهای شاهانه مرا می بوسید و من به سلطنت ایلام معین کرده بودم و همچنین شاهان گوتیوم و آمورو و ملوخا را که به سخن (خدایان) آشور و نینلیل  به دست خود منصوب کرده بودم، همه را علیه من شوراند و تحریک کرد و آنان با وی عهد بستند.
آشوربانیپال، بنا به این گفته، هواخواهان شمش-شوم-اوکین را به سه دسته تقسیم می‌کند: ۱) اتباع آشور؛ یعنی بابلیان و کلدیان و آرامیان و ساکنان دریا کنار بابل ۲) ایلام که اصلی‌ترین و فعال‌ترین متحد شمش-شوم-اوکین بوده‌است ۳) شاهان گوتیوم و آمورو و ملوخا.

## عاقبت شمش-شوم-اوکین
آشوری‌ها به بابل حمله کردند و پیروز میدان جنگ شدند. آشوری‌ها بورسیپا و بابل را محاصره کردند و از رسیدن قوای کمکی به بابلیان جلوگیری کردند. به این ترتیب محاصره شدگان در وضعیت ناامیدکننده‌ای قرار گرفتند. دو سال این محاصره به طول انجامید و سرانجام در ژوئن ۶۴۸ پ.م. بابل تسلیم نیروهای آشوری شد. شمش-شوم-اوکین درست قبل از این که شهر به تصرف نیروهای آشور بانی پال درآید، قصر خود را آتش زد و به این ترتیب به حیات خود پایان داد. سوختن او در شعله‌های آتش قصرش، باعث شد که یونانیان آینده، این واقعه را در حکایت سارداناپال (آشور بانی پال) به یاد داشته باشند.
این بار بابل بر خلاف دوره سناخریب تخریب و ویران نشد، اما بنا به گفته کتیبه‌ها، قتل عامی از شورشیان و قیام کنندگان به وقوع پیوست، حتی منابع اطلاعاتی از برخی موارد آدمخواری در آنجا حکایت دارند. آشوربانیپال به بابل اجازه داد که وضعیت نیمه خودمختار و نیمه خودگردان خود را حفظ کند، اما از قبل رسمی‌ تر شد. ایلام، یعنی مهم‌ترین متحد شمش شوم اوکین هم شکست داده شد و آشور بانی پال آن سرزمین را به طرز فجیعی به ویرانه تبدیل کرد. پس از شمش-شوم-اوکین، آشور-بانی-پال فردی به نام کندلانو را به دست نشاندگی از سوی خود در بابل تعیین کرد.

## برای اطلاعات بیشتر
- آشوربانیپال
- اسرحدون